# Журавка (Новосибірська область)
Журавка (рос. Журавка) — село у Чистоозерному районі Новосибірської області Російської Федерації.
Входить до складу муніципального утворення Журавська сільрада. Населення становить 872 особи (2017).

## Історія
Згідно із законом від 2 червня 2004 року органом місцевого самоврядування є Журавська сільрада.

## Населення
| 1996 | 2002  | 2007  | 2010 | 2012 | 2013 | 2014 |
| ---- | ----- | ----- | ---- | ---- | ---- | ---- |
| 1100 | ↘1091 | ↗1143 | ↘958 | ↘930 | ↘907 | ↘887 |
| 2015 | 2016  | 2017  |      |      |      |      |
| ↘882 | ↘877  | ↘872  |      |      |      |      |